# Хлебодаровское сельское поселение
Хлебодаровское се́льское поселе́ние — муниципальное образование в Русско-Полянском районе Омской области Российской Федерации.
Административный центр — село Хлебодаровка.

## История
Статус и границы сельского поселения установлены Законом Омской области от 30 июля 2004 года № 548-ОЗ «О границах и статусе муниципальных образований Омской области».

## Население
| 2010  | 2011  | 2012  | 2013  | 2014  | 2015  | 2016  |
| ----- | ----- | ----- | ----- | ----- | ----- | ----- |
| 1244  | ↘1239 | ↘1211 | ↘1165 | ↘1133 | ↘1117 | ↘1095 |
| 2017  | 2018  | 2019  | 2020  | 2021  | 2023  |       |
| ↘1092 | ↗1094 | ↘1078 | ↘1065 | ↘954  | ↘902  |       |

Гендерный состав
По данным Всероссийской переписи населения 2010 года в гендерной структуре населения из 1244 человек мужчин — 606, женщин — 638	(48,7 и 51,3 % соответственно)

## Состав сельского поселения
| № | Населённый пункт | Тип населённого пункта       | Население |
| - | ---------------- | ---------------------------- | --------- |
| 1 | Степановка       | деревня                      | 251       |
| 2 | Тогунас          | деревня                      | 184       |
| 3 | Хлебодаровка     | село, административный центр | 809       |